# Lumbala Caquengue
Lumbala Caquengue é uma vila e comuna angolana que se localiza na província de Moxico Leste, pertencente ao município de Cazombo.
Anteriormente uma comuna do município do Alto Zambeze, em 5 de setembro de 2024 foi transferido para a jurisdição do novo município de Cazombo.